# 紋眼笛鯛
紋眼笛鯛，為輻鰭魚綱鱸形目鱸亞目笛鯛科的其中一種，分布於東太平洋區，從美國加州南部至秘魯海域，棲息深度3-60公尺，體長可達71公分，棲息在沿海，成群活動，屬肉食性，以魚類、甲殼類、軟體動物等為食，可做為食用魚。

## 擴展閱讀
維基物種上的相關：紋眼笛鯛